# どんぐりころころ
「どんぐりころころ」は、大正時代に作られた唱歌、広義の童謡。作詞青木存義（1879年 - 1935年）、作曲梁田貞（1885年 - 1959年）。七五調四行詩のいわゆる今様の形式の作品であり、2番まである歌詞は起承転結のはっきりとした物語性のある構成となっている。青木の没後、終戦直後の1947年（昭和22年）に小学校用の教科書（音楽）で使用されたことを契機に広く歌われるようになり、その普及ぶりから金田一春彦に「日本の三大童謡の一つ」とも評されている。2007年（平成19年）に「日本の歌百選」に選ばれた。作詞、作曲ともに日本国内での著作権の保護期間が満了しており、パブリックドメインとなっている。

## 曲の来歴

### 発表時期

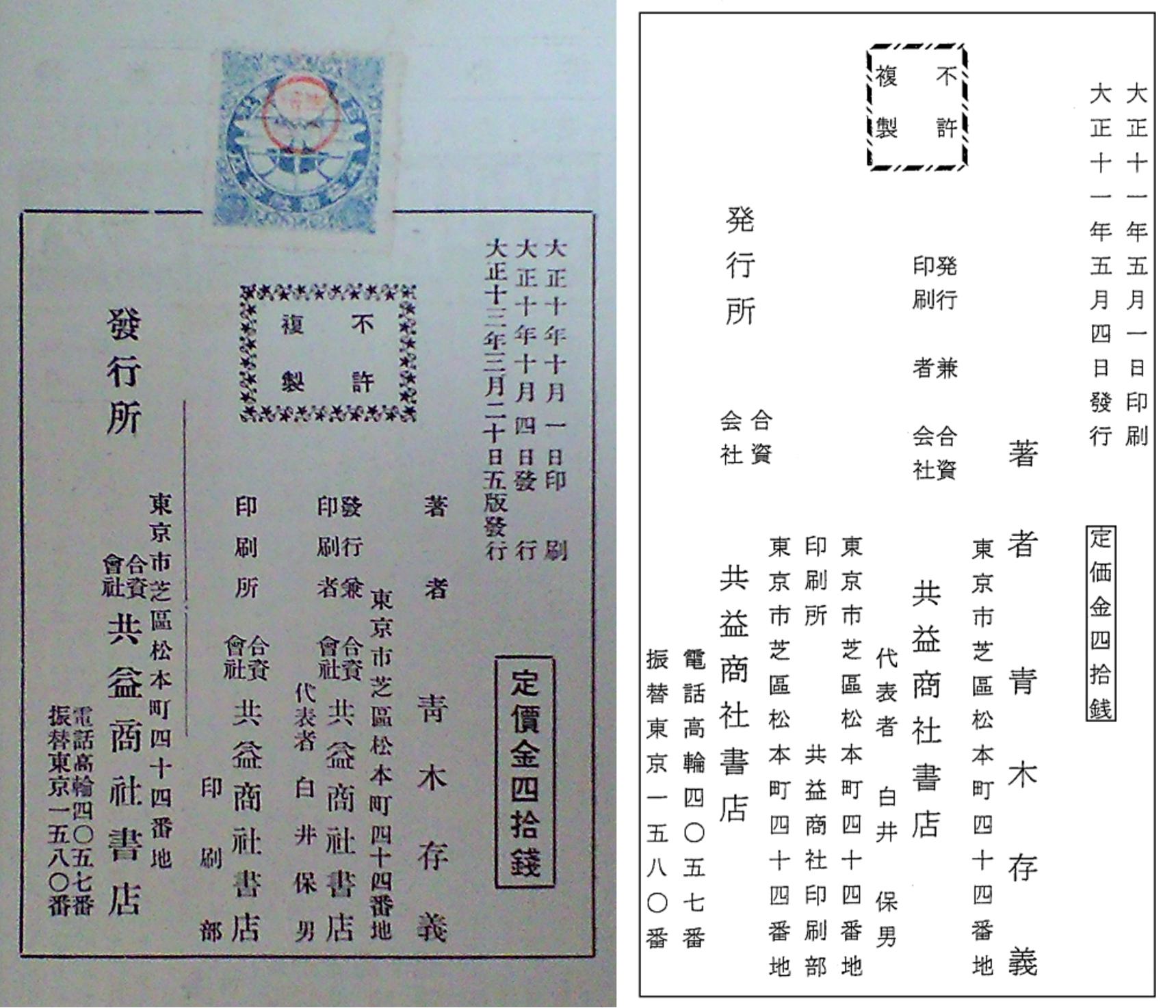
左が重版本（第5版）の奥付
右が初版本（松島町が作成した写本）の奥付

大正時代に青木存義によって作られた唱歌集『かはいい唱歌』（共益商社書店）が初出である。発表年は2説ある。これは初出の『かはいい唱歌 二冊目』の奥付が、初版本とその後の重版本とで異なることに起因する。巷に比較的現存している部数が多い重版本では、「一冊目」と同一日付の「大正十年十月」発行との記載があり、この1921年（大正10年）10月であるとする説が主流である。もう1説は、初版本に由来する。青木の故郷である松島町では昭和後期から青木の歌を歌い継ごうとする動きが活発となり、そうした活動を通じて地元の郷土史家らが青木家の関係者から本作が掲載されている「二冊目」を譲り受けた。この初版本の奥付には「大正十一年五月」との記載があるとされる。

### 制作状況
本作品が掲載された『かはいい唱歌』は「幼稚園又は小学校初年級程度」の子どもを対象として作成されている。青木は当時「文部省図書監修官」及び「小学校唱歌教科書編纂委員」の任にあったものの、この唱歌集は私的に民間の出版社から出したものであり、いわゆる文部省編纂の「文部省唱歌」にはあたらない。「一冊目」「二冊目」ともに10編、計20編が収録されており、本作品は「二冊目」の第7番目に掲載されている。作詞は全て青木自身であり、青木の詞に曲をつけた作曲者は計12名、本作品の作曲者である梁田貞は『兎と狸』と併せ計2曲の作曲を担当している。青木の前職は東京音楽学校の教授であり、作曲者は主にその在学生、卒業生、そして同学校で教鞭を執った者で構成されている。梁田も卒業生である。だが作曲の依頼が、青木自身によって成されたものかは不明である。青木と梁田の個人的接点が見つからないため、作曲者の選定及び依頼は、青木ではなく当時音楽関連の書籍を多く出版していた出版社（共益商社書店）が主導で行ったのではないかと考える研究者もいる。

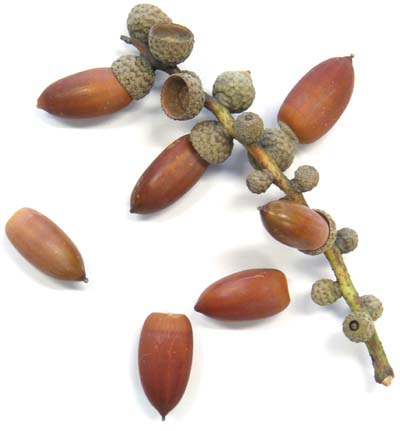
ドングリ

### 教育現場での使用
戦後においては一般に広義の童謡にカテゴライズされる本作品は、初出本の題名にもあるとおり青木自身は「唱歌」であるとし、「学校や家庭で」歌ってもらえれば本懐であるとしている。しかし発表当時の教育現場では、本作品を歌うことは原則上はできなかった。これは1894年（明治27年）12月に出されていた文部省の訓令により、小学校の授業で使用できる唱歌は文部大臣の認可を受けたものに限ると制限が加えられていたためである。本作品が小学校で正規に歌うことが可能となったのは、昭和に入ってからである。昭和初期は文部省自らが新たな唱歌を教材として提供することは殆どなく、民間が検定出願した作品も15年に1度許可される程度で、教育現場では新鮮味の失せた古い楽曲での指導を余儀なくされていた。そうした状況を改善するべく東京高等師範学校付属小学校の教師らが、教材として使用できる楽曲を探し集め、1,600余りの曲から厳選した101曲を1927年（昭和2年）に文部省に一括して出願し、翌1928年（昭和3年）の3月14日に71曲が認可された。この71作品のうち、「尋常1、2年程度」として認可された曲の1つが本作品である。

### 教科書への掲載と急速な普及
本作品の普及において、大きな転機を迎えたのは終戦直後である。終戦によって1945年（昭和20年）に国定教科書が廃止され、教育現場では墨塗り教科書、次いで1946年（昭和21年）に国定教科書から不適当な教材を削除した暫定教科書を発行して混乱期をしのぎながら、戦後の新しい教科書作成を急ピッチで進めていた。終戦から2年後の1947年（昭和22年）に文部省は、俗に最後の国定教科書とも呼ばれる「文部省著作教科書」を発行。「音楽」の教科書には、歌曲が各学年22編ずつ収録されており、選曲は刷新され戦前の教科書には登場しなかった外国曲や童謡が大幅に採用された。本作品も小学校2年生用の音楽教科書『二年生のおんがく』の13番目の歌曲（11月指導用）として初掲載され、これが本作品が急速に世に浸透する発端となった。この文部省著作教科書は、2年後の1949年（昭和24年）に検定教科書が発行されたことにより短い役目を終えたが、楽曲の選定等は民間の検定教科書の雛形とされ、本作品は民間から出版された教科書の多くでも引き続き採用された。その後も本作品は多くの教科書で継続的に使用され続け「日本の三大童謡の一つ」と言われるまでの普及を遂げたが、昭和末期頃から徐々に教科書から姿を消しはじめ、平成期に入って以降の掲載は殆ど無くなっている。

## 歌詞と楽曲

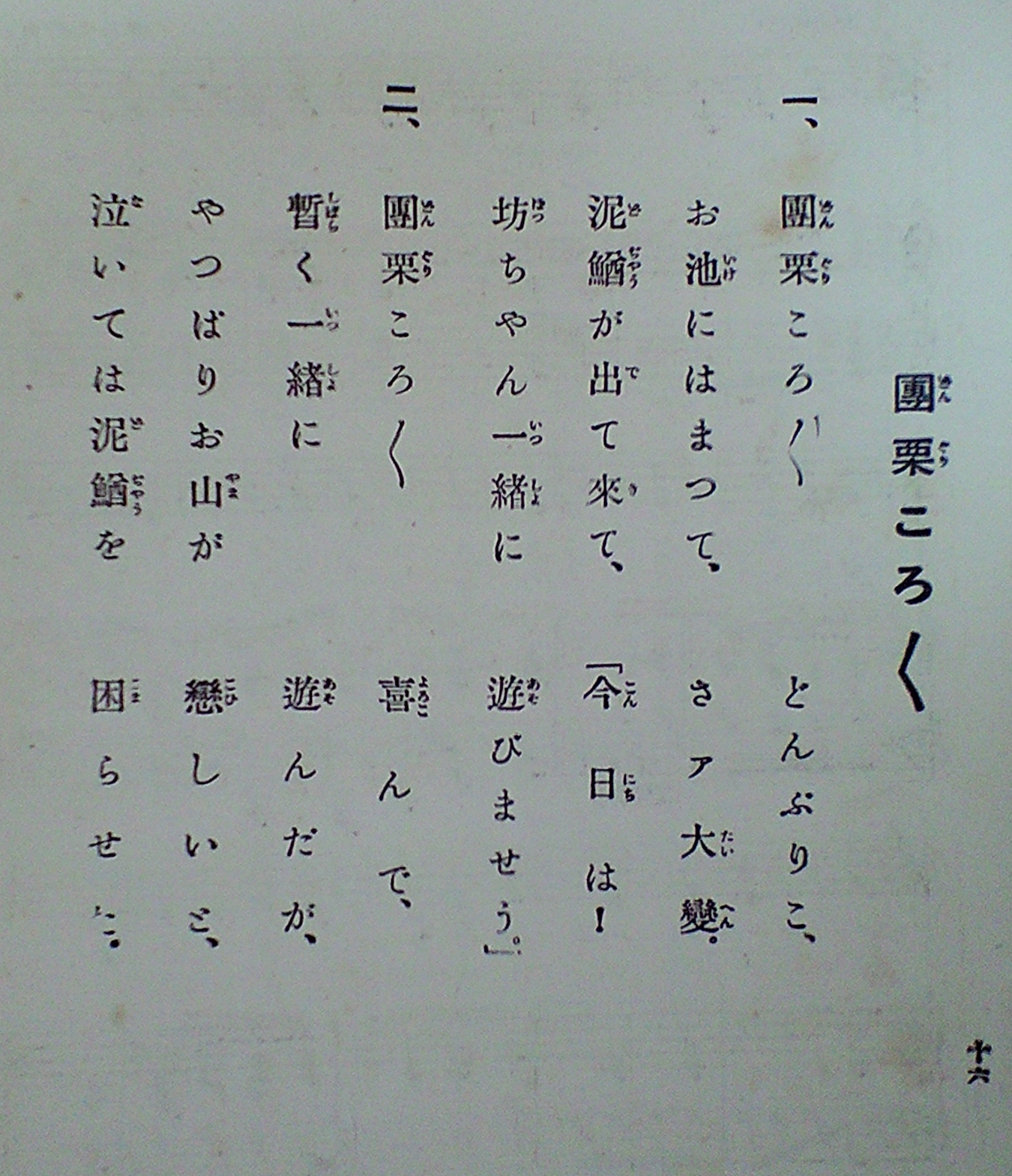
『かはいい唱歌』掲載の歌詞

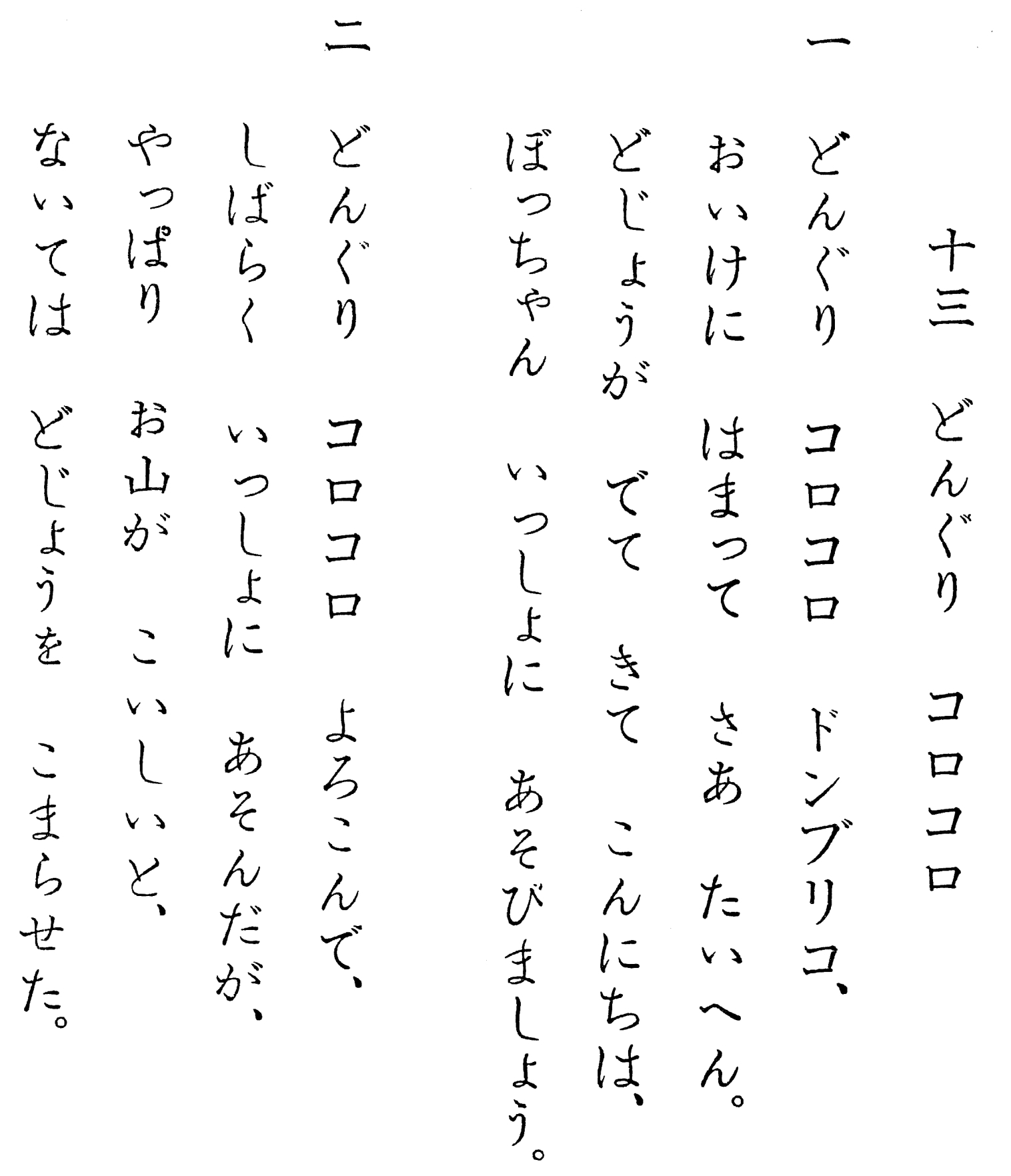
文部省著作教科書『二年生のおんがく』掲載の歌詞

### 表現手法等
本作品が発表された大正期は、漢字に振り仮名を振る形式が主流であり、本作品も題名（団栗ころころ）を含め、全ての歌詞が漢字にルビを振っての記載形式であった。また1番後半部は「今日は! 坊ちゃん一緒に 遊びませう」と括弧で括られ、セリフであることがより明確にわかる表現となっている。しかし昭和期に入り1938年（昭和13年）に内務省警保局から児童の読み物への振り仮名が原則禁止とする指示が出され、戦後においても1946年（昭和21年）の当用漢字表の告示の際に「ふりがなは原則として使わない」とされたことで、文部省著作教科書（前述）掲載時には「山」を除いた全ての歌詞が仮名表記となった。その後も時代や媒体により、漢字、平仮名、片仮名の使用部分は各種の揺れが見られる。

文体は言文一致である。本作発表の数年前の1918年（大正7年）に創刊された児童雑誌『赤い鳥』の影響もあり、当時は大正期の童謡運動の最中であった。しかし青木は『かはいい唱歌』の前書き（「集の初に」）において、「歌詞は、力めて方言や俚語の使用を避けて、なるべく正しい言葉と正しい表現法とによりました。近頃流行の童謡の類に對して感ずる所があるので、特に此の事を申し添えて置きます」と記し、創作童謡とは異なるものであることを強調している。

### 作品テーマと歌詞の内容
創作童謡とは一線を画すとする一方で、青木は『かはいい唱歌』の作品は「子供の世界そのものを子供の心で品よく歌ったつもり」とも記している。これは当時の童謡運動の中心人物であった鈴木三重吉が提唱した「芸術味の豊かな、即ち子どもたちの美しい空想や純な情緒を傷つけないでこれを優しく育むやうな歌と曲とをかれらに与えてやりたい」とする思想と実質的に同じ意味だとする研究者もいる。児童文学者の船木枳郎は、本作品は「おとなが発見した童心の世界」が描かれているとし、北原白秋ら当時の創作童謡の担い手の思想とは「本質において異なる」とはしながらも、「世俗の心情にわかりやすい童心だと云うことはできます。児童の情操陶冶に適するとまでは行かないにしても、やや近よっているものであります」と批評している。
歌詞の内容は、青木の幼少時の体験が元になっている。青木は宮城県松島町の大地主のいわゆる「坊ちゃん」として生まれ育った。広大な屋敷の庭には「どんぐり」が実るナラの木があり、その横には大きな「池」があった。青木は朝寝坊な子どもであり、それを改善したいと母親が知恵を絞り、庭の池に「どじょう」を放した。どじょうが気になって、青木が朝早く起きるようになるのではないかと考えてのことであった。本作品は、当時の思い出を元に制作されたと言われる。なお、歌詞に出てくる「どんぶりこ」は池に落ちた音の擬音語だが、「どんぐり」に引きずられて「どんぐりこ」と間違えて歌われることも多い。

### 楽曲
ハ長調、4分の2拍子である。速度記号は初出はAndante（アンダンテ）「歩くような速さで」が付けられていたが、文部省著作教科書掲載時には「♩（4分音符）＝60」に変更されている。2拍子ではあるものの基調は16分音符であるため4拍子と混同されやすい。2小節を1フレーズとしたオスティナートが伴奏のパートに配され、単純な旋律ながら主旋律との掛け合いが楽しめる。またオスティナートと同じリズム形を用いて、手拍子等を行えるようにも作られている。梁田の他作品と比べると「ぐっと平明におさえた旋律だが、貞としては珍しいほど軽やかな明るいリズム感」がある作品と評価する研究者もいる。

## 様々な広がり

### 歌碑等

#### 作者に縁の品
作詞者の青木の故郷である宮城県松島町では、地元の大地主であった「青木家」の名は記憶されていたものの、『どんぐりころころ』の作詞者がその血筋であることは一定時期までほとんど知られていなかった。彼の故郷での再評価は、没後約50年を経過した1983年（昭和58年）の夏に、青木の遺族と松島町の元職員が、列車で偶然に隣り合わせたことをきっかけに始まった。この際の会話を発端にして翌1984年（昭和59年）4月に松島町内の観瀾亭前庭に大倉石の歌碑が建立された。その3年後の1987年（昭和62年）には、青木の母校でもある松島町立松島第五小学校の正門横にも歌碑が立てられた。松島第五小学校は、青木が幼少時代を過ごし歌の舞台にもなった広大な青木家の屋敷跡に移転して建てられており、敷地内には青木の両親の墓も残っている。
作曲者の梁田貞の故郷である札幌市には楽譜碑がある。梁田の胸像と並んだこの楽譜碑の建立は、1968年（昭和43年）であり、松島町のものよりも歴史が古い。梁田の母校である札幌市立創成小学校校庭に当初は作られたが、2004年（平成16年）の小学校の統廃合に伴い、同校跡地に新設された札幌市立資生館小学校に移管されている。建立は梁田と生前交流のあった小原國芳が中心となって企画したもので、梁田の教え子である安田周三郎が胸像を制作した。楽譜碑には、五線譜に描かれた楽譜と歌詞が刻まれている。

#### その他
埼玉県久喜市にある久喜青葉団地では、1974年（昭和49年）の団地造成と同時に開校した久喜市立青葉小学校の通学路でもある童謡の小道に、童謡の歌詞を刻んだ7つの歌碑が作られた。本作品の歌碑もその中の1つである。本作品や作者との直接的な縁はないが、歌碑が建立された当時は、作品内と同様に側に池があったと言われる。また、東日本旅客鉄道（JR東日本）青梅線奥多摩駅の発車メロディに使われている。これは、奥多摩が本作品内で描かれている風景と同じく豊かな自然に囲まれていること、そしてドングリの実がなるミズナラの植樹を推進していることなどから、他世代に親しまれている本作品同様に「多くの方々に奥多摩に訪れていただきたいという思いをこめて」本作品を選んだと言う。
また、本作と同様に七五調四行詩のいわゆる今様の形式をとるテレビドラマ『水戸黄門』の主題歌「ああ人生に涙あり」等の旋律とぴったり一致することから、歌詞を入れ替えて歌う遊び等も知られている。また、セブン銀行のCMソングの替え歌にもなっている。
フジテレビの子供向け番組『じゃじゃじゃじゃ〜ン!』で、町あかりが「歌のお姉さん」として替え歌「池じゃなかった!どんぐりころころ」を歌い、2019年発売のアルバム『あかりおねえさんのニコニコへんなうた』に収録された。 

どんぐりころころの歌碑一覧
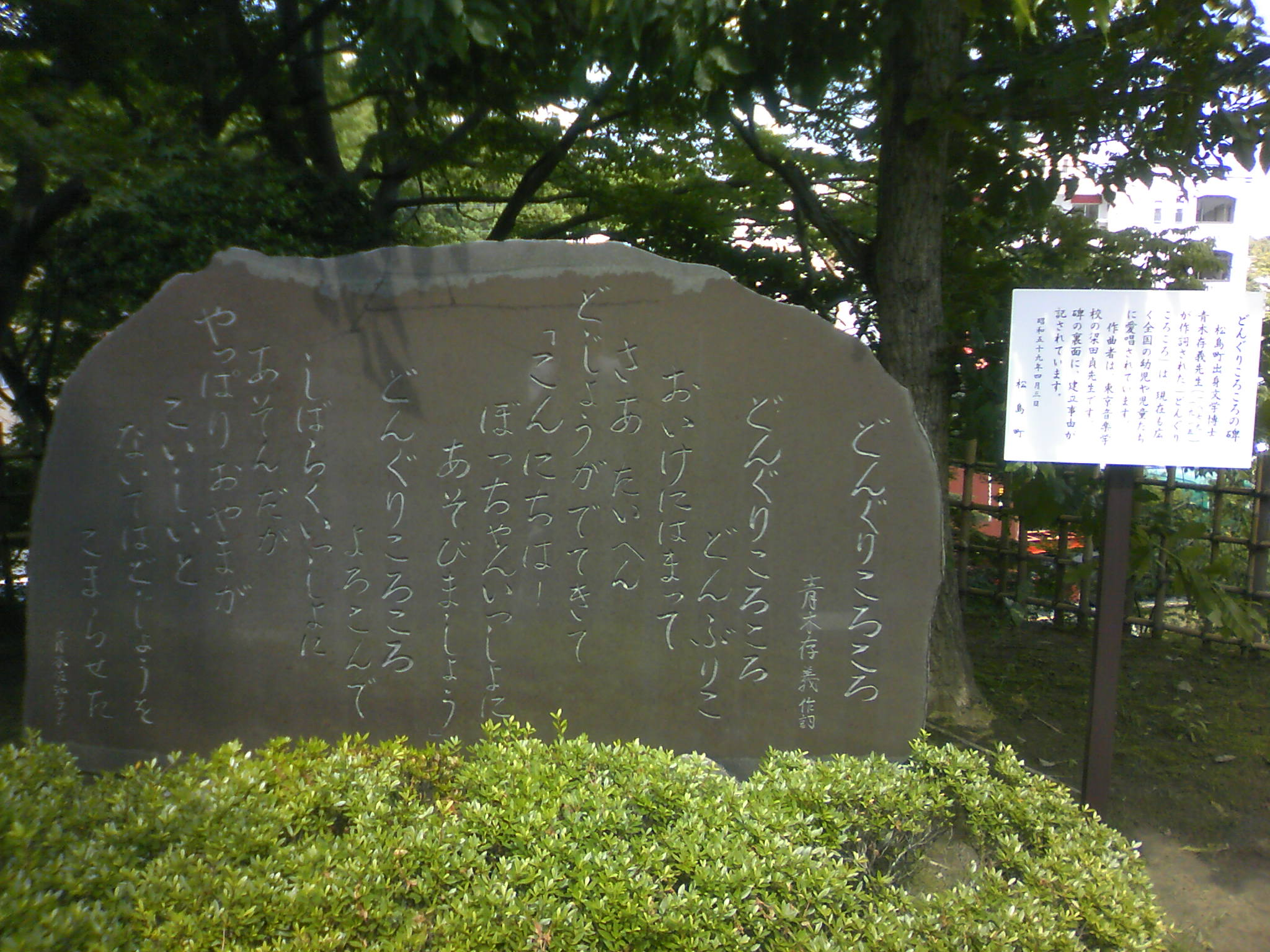
観瀾亭の歌碑 （1984年建立）
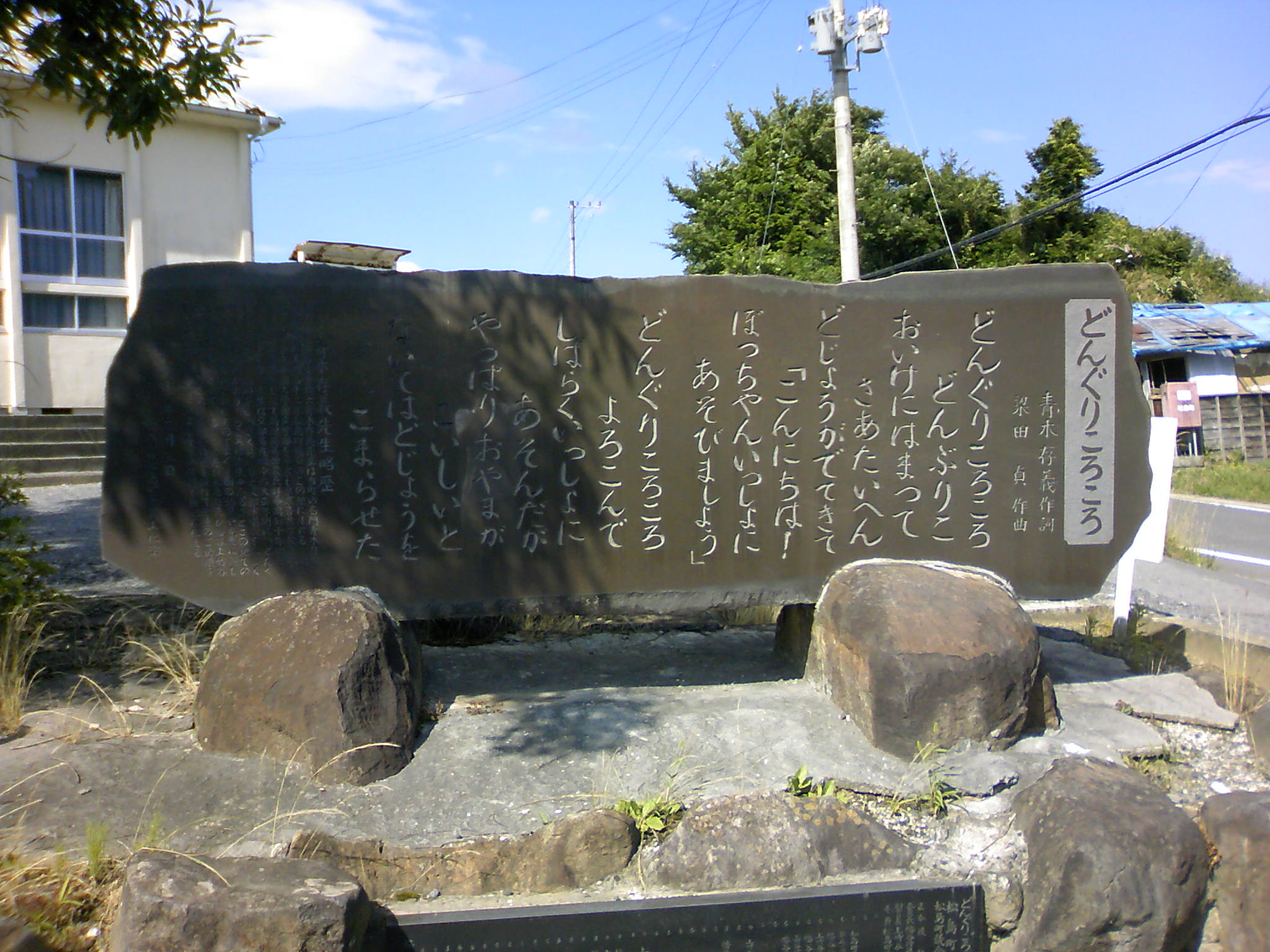
松島第五小学校の歌碑 （1987年建立）
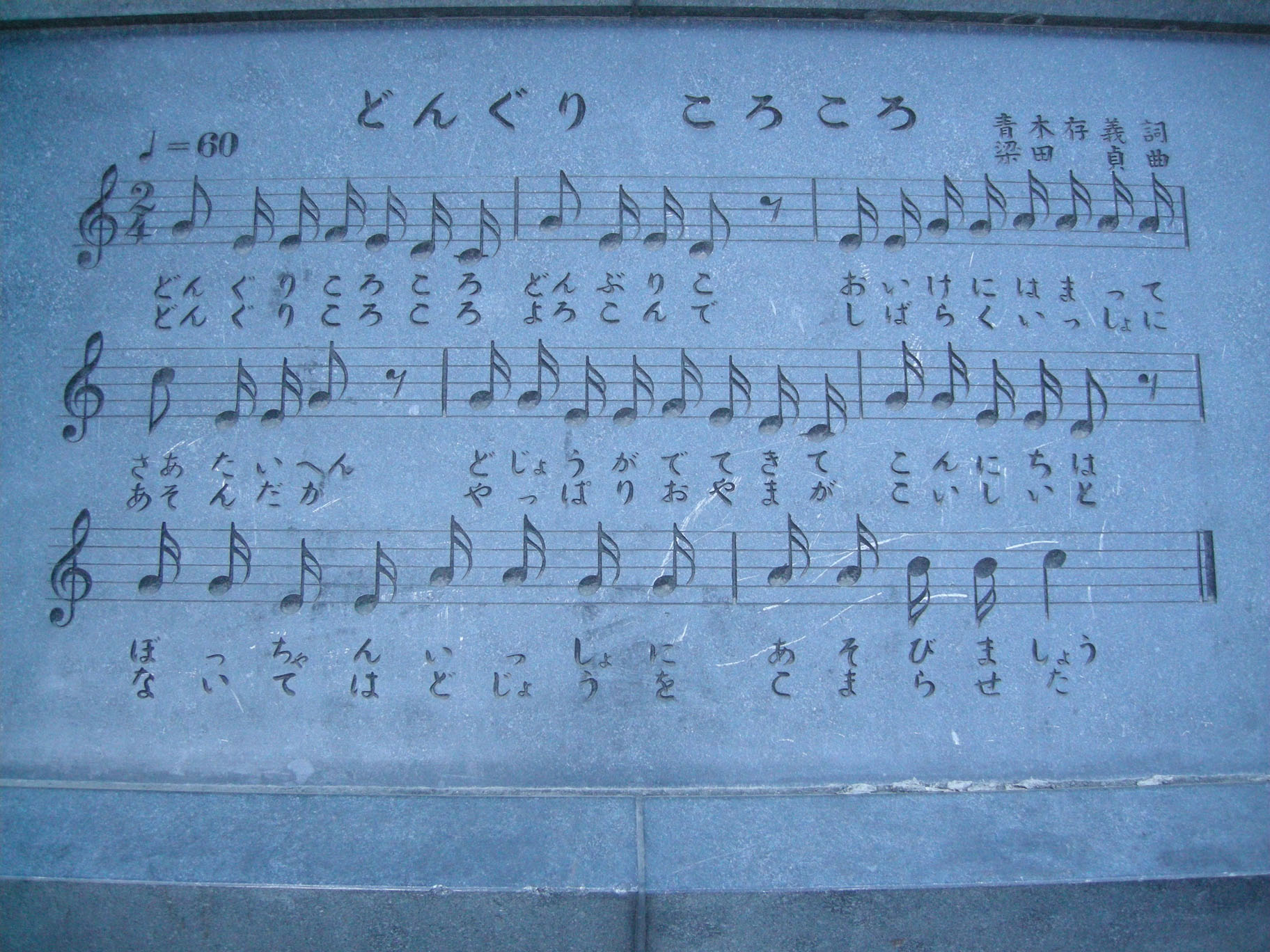
資生館小学校の楽譜碑 （1968年建立）
童謡の小道の歌碑 （1974年建立）

### 「幻の3番」の歌詞
どんぐりころころ　泣いてたら
仲良しこりすが　とんできて
落ち葉にくるんで　おんぶして
急いでお山に　連れてった
平成期になってから、上記のような幻の3番が存在するとの噂が徐々に広まり出した。坊ちゃんが泣いたまま終わってしまう2番の歌詞から一転、温かみのある大団円を迎えるこの3番は、青木の母校である松島第五小学校において「いつからか歌い継がれていた」ことも相まって、「幻の3番」としてテレビや新聞等でしばしば取り上げられ知名度を上げた。
しかし、実際にはこの3番は青木とは無関係であり、これは作曲家の岩河三郎が1986年（昭和61年）に3部合唱曲用に本作品を編曲した際に付け足したものである。岩河は作成時に権利関係の届出を行わなかったため、いつからか作者不詳扱いとなってしまっていた。
2004年（平成16年）にNHKの取材に応じた岩河は「童謡はお母さんの愛情を感じさせる音楽だと思います。母の愛情を表現するために、3番を作りました」と付け足した理由を語っている。3番で重要な役目を果たすリスは歌詞に「お母さん的愛情をプラス」させるために登場させたのだという。朝日新聞平成23年10月6日号朝刊の特集では「楽しんで歌ってもらえれば、と思い3番を作った。80歳を過ぎたが、音楽を通じて皆さんに喜んでもらえてうれしい。元気を出してほしい」と語っている。
この岩河の3番に更に落語家の桂三枝がエンドレスに歌えるようにした4番をつけ加え、2007年（平成19年）に創作落語として披露している。
また2002年（平成14年）には、この幻の3番探しの一環で「朝日新聞」が作詞家の荒木とよひさに依頼し、新たに3番と4番を作成している。この他にも全国には様々な3番が存在し「優しいハトさん」が迎えにきてくれる筋立てのものも知られている。

## この曲を録音した主な歌手
- 林幸生、森の木児童合唱団
- 石川梨華（モーニング娘。）、りんね（カントリー娘。）、アヤカ（ココナッツ娘。）
- タンポポ児童合唱団
- NHK東京放送児童合唱団
- 相沢智（CV.高橋李依）、『トモちゃんは女の子!』BD&DVD第3巻 特典CD収録

## 編曲
- 音階でころころ、転調ころころ…想定外の変奏曲 - 大宝博の編曲。『おもしろ変奏曲にアレンジ! 〜童謡唱歌〜』（ヤマハミュージックメディア）に掲載。